# Морозов, Андрей Иванович
Андрей Иванович Морозов (1900, Короча, Курской губернии — 1979, Москва) — советский партийный и хозяйственный деятель. Депутат Верховного Совета СССР 1-го созыва.

## Биография
Родился в семье приказчика. В 1912 году окончил четырехклассное городское училище в Короче. В августе 1913 — июле 1917 года — ученик в частном магазине в городе Николаеве Херсонской губернии. В июле 1917 — феврале 1919 года — приказчик частного магазина в городе Николаеве Херсонской губернии. В феврале — мае 1919 года — приказчик частного магазина в городе Харькове. В июне 1919 — марте 1920 года — снова приказчик частного магазина в городе Николаеве.
В марте — октябре 1920 года — красноармеец 3-го особого батальона 12-й армии РККА в городе Павлограде Екатеринославской губернии. В октябре 1920 — январе 1921 года — слушатель трехмесячных курсов командного состава Юго-Западного фронта в Харькове.
В январе 1921 — феврале 1922 года — политический руководитель 1-го территориального полкового округа 2-й ротной участки на станции Мерефа Екатерининской железной дороги Харьковской губернии.
Член РКП(б) с мая 1921 года.
В феврале — ноябре 1922 года — уполномоченный по борьбе с бандитизмом Харьковского уездного политбюро при губернской Чрезвычайной комиссии в городе Ольшаны Харьковской губернии.
В декабре 1922 — марте 1924 года — политический руководитель роты 3-й Казанской стрелковой дивизии в Севастополе. В марте 1924 — октябре 1926 года — помощник военного комиссара полка 23-й Харьковской стрелковой дивизии в Харькове.
В ноябре 1926 — апреле 1929 года — секретарь партийного комитета заводоуправления Харьковской кондитерской фабрики «Октябрь». Окончил один курс вечернего института в Харькове.
В апреле 1929 — сентябре 1930 года — ответственный секретарь Великописаревского районного комитета КП(б)У Харьковского округа.
В октябре 1930 — апреле 1932 года — секретарь партийного комитета шахты № 546 имени Ворошилова в городе Прокопьевске Западно-Сибирского края.
В апреле 1932 — июне 1933 года — студент Украинской промышленной академии в Харькове, окончил первый курс.
В июне 1933 — марте 1935 года — партийный организатор ВКП(б) шахты «Красная Звезда» в городе Сталино Донецкой области. В апреле 1935 — июле 1936 года — инструктор по углю Ворошиловградского городского комитета КП(б)У Донецкой области.
В июле 1936 — апреле 1938 года — заведующий отделом руководящих партийных органов Горно-Бадахшанского областного комитета КП(б) Таджикистана. Одновременно, в августе 1936 — феврале 1938 года — 2-й секретарь Горно-Бадахшанского областного комитета КП(б) Таджикистана.
В мае 1938 — сентябре 1939 года — начальник производственного отдела, заместитель народного комиссара пищевой промышленности Таджикской ССР.
В сентябре 1939 — декабре 1940 года — слушатель Академии пищевой промышленности в Москве. В декабре 1940 — июле 1941 года — студент горнорудного отделения Всесоюзной школы техников в Москве.
С 1941 года — в Красной армии, участник Великой Отечественной войны. В июле — сентябре 1941 года — военный комиссар полка народного ополчения Коминтерновского района Москвы. В сентябре 1941 — марте 1944 года — инспектор, заместитель по политической части интенданта Брянского и 2-го Прибалтийского фронтов. В марте 1944 — ноябре 1945 года — начальник политического отдела тыла 22-й армии 2-го Прибалтийского фронта.
В январе — мае 1946 года — заместитель начальника Главного управления «Главсоль» Народного комиссариата пищевой промышленности СССР. В мае 1946 — августе 1950 года — начальник отдела охраны Министерства угольной промышленности СССР в Москве.
В сентябре 1950 — марте 1953 года — заместитель директора Малаховского экспериментального завода Ухтомского района Московской области.
В марте 1953 — ноябре 1957 года — помощник директора Государственного проектно-конструкторского и экспериментального института угольного машиностроения «Днепроуглемаш» в Москве.
С ноября 1957 года — персональный пенсионер союзного значения в Москве, где и умер в феврале 1979.

## Звание
- старший батальонный комиссар
- полковой комиссар

## Награды
- орден Красной Звезды (20.08.1942)